# Kleermakersmurf
Kleermakersmurf, ook wel: Fatjessmurf of Stiksmurf genoemd, is een van de vaste personages uit het universum van de Smurfen, bedacht door de Belgische striptekenaar Peyo. Hij komt zowel voor in de oorspronkelijke stripserie van Peyo als in de hierop gebaseerde tekenfilms. Als kleermaker maakt hij de kleren voor de andere Smurfen.
Kleermakersmurf komt zowel in de tekenfilmserie als in de stripserie voor. Hij is in de tekenfilms herkenbaar aan de naalden die hij in zijn muts draagt. Eerst werd zijn stem ingesproken door Arnold Gelderman, daarna door Eddy van der Schouw; voor deze twee stemmen werd een Duits accent gebruikt. Later deed Dieter Jansen zijn stem, deze keer niet met een Duits accent, maar met een Oostenrijks accent.

## Naam in andere talen
- Engels: Tailor Smurf
- Frans: Schtroumpf Tailleur
- Duits: Zwirni